# Rozy Rejepow
Rozy Akmämmedowiç Rejepow (ur. 28 listopada 1969) – turkmeński zapaśnik w stylu klasycznym. Olimpijczyk z Atlanty 1996, gdzie zajął dwunaste miejsce w kategorii do 96 kg.
Zaliczył dwa występy w mistrzostwach świata, dwunasty w 1994. Czwarty na igrzyskach azjatyckich w 1994 i siódmy w 1998. Brązowy medalista igrzysk w centralnej Azji w 1999. Drugi na igrzyskach Azji zachodniej w 1997. Srebrny medal mistrzostw Azji w 1996 i brązowy w 1995 roku.